# Strounino
Strounino (en russe : Струнино) est une ville de l'oblast de Vladimir, en Russie. Sa population s'élevait à 11 774 habitants en 2021.

## Géographie
Strounino se trouve à 118 km à l'ouest-nord-ouest de Vladimir et à 92 km au nord-est de Moscou.

## Histoire
Le village de Strounino est connu depuis 1492. Il devient une commune urbaine en 1927 puis une ville en 1938.

## Population
Recensements (*) ou estimations de la population
| 1897* | 1926* | 1939*  | 1959*  | 1970*  | 1979*  |
| ----- | ----- | ------ | ------ | ------ | ------ |
| 6 300 | 8 782 | 15 056 | 18 982 | 20 627 | 19 658 |

| 1989*  | 2002*  | 2010*  | 2012   | 2013   | 2021*  |
| ------ | ------ | ------ | ------ | ------ | ------ |
| 18 658 | 16 056 | 14 369 | 14 366 | 14 211 | 11 774 |